# Tohlezkus orientalis
Tohlezkus orientalis is een keversoort uit de familie buitelkevers (Eucinetidae). De wetenschappelijke naam van de soort werd in 1981 gepubliceerd door Stanislav Vit.